# Keleti zátonykócsag

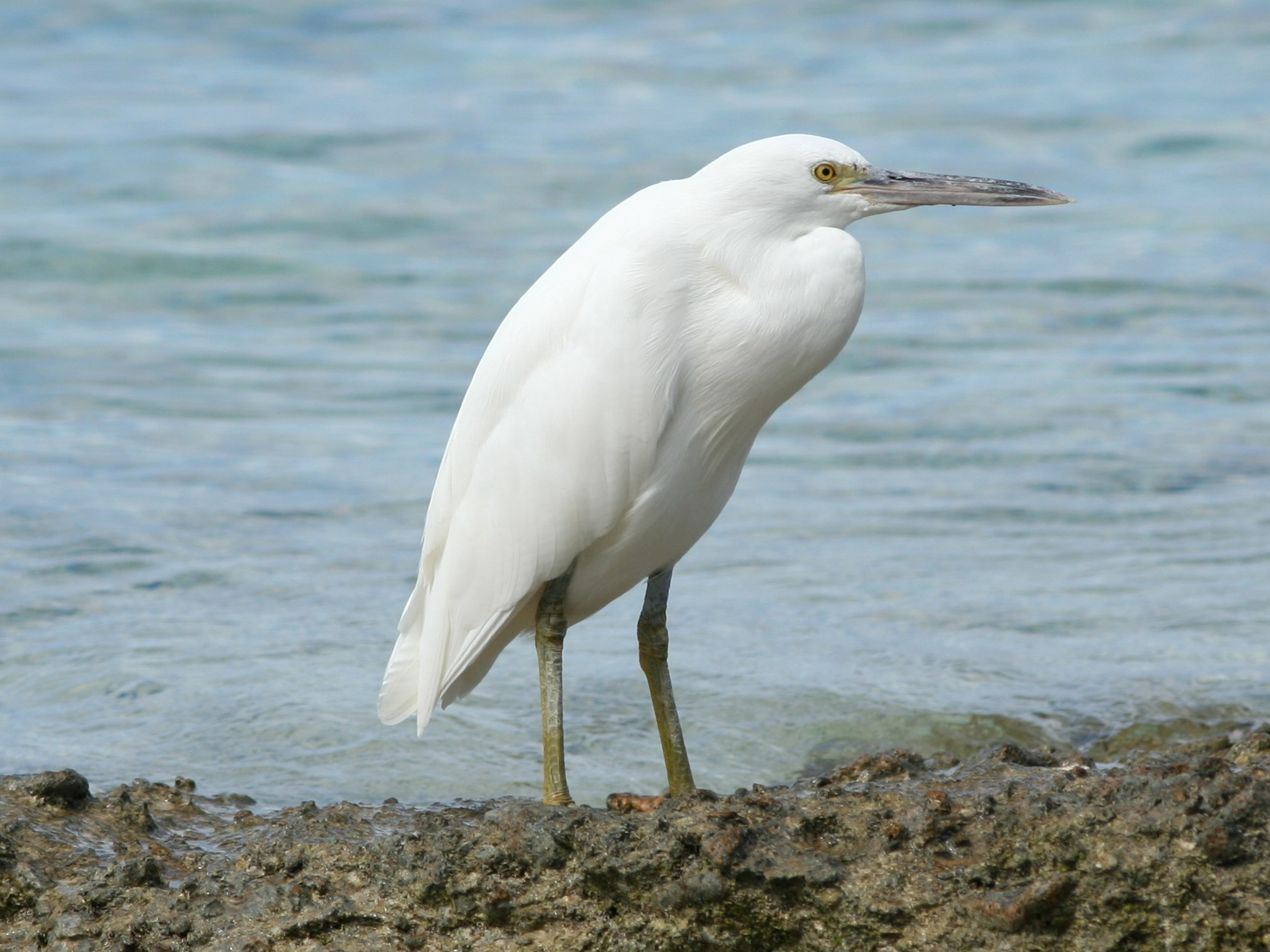
Világos alak

A keleti zátonykócsag (Egretta sacra) a madarak (Aves) osztályának a gödényalakúak (Pelecaniformes) rendjébe, ezen belül a gémfélék (Ardeidae) családjába és a gémformák (Ardeinae) alcsaládjába tartozó gázlómadár.

## Előfordulása
Ausztrália, Banglades, Brunei, Kambodzsa, Kína, a Karácsony-sziget, a Kókusz (Keeling)-szigetek, Francia Polinézia, India, Indonézia, Japán, Észak-Korea, Dél-Korea, Malajzia, a Marshall-szigetek, Mianmar, Új-Kaledónia, Új-Zéland, az Északi-Mariana-szigetek, Pápua Új-Guinea, a Fülöp-szigetek, Szingapúr, a Salamon-szigetek, Tajvan, Thaiföld, Tonga és Vietnám területén honos.

## Alfajai
- Egretta sacra albolineata
- Egretta sacra micronesiae
- Egretta sacra sacra

## Megjelenése
Testhossza 57–66  centiméter, szárnyfesztávolsága 90–110 centiméter, testtömege pedig 400 gramm.

## Életmódja
Tápláléka halakból, rákokból és puhatestűekből áll.